# Flèche Productions
Pour les articles homonymes, voir Flèche.
Les Disques Flèche est un label discographique créé par l'artiste Claude François en 1967 à la suite de son départ de la maison de disques Philips.

## Historique

### origine
Au cours de l’année 1967 Claude François a un projet : créer sa propre maison de disques. Son intention est de se produire lui-même et de donner la chance à de nouveaux artistes. Pour le nom de sa future société, Claude François hésite entre Belle ou  Belles au pluriel, en mémoire de la chanson Belles ! Belles ! Belles ! , son premier succès.Michel Bourdais, le dessinateur qui auparavant a donné à Claude François l’idée de créer les Claudettes, l’en dissuade, argumentant que Belle sonne comme bêle et que les railleries de ses détracteurs ne vont pas manquer d’affluer.
Mécontent mais convaincu, Claude François demande à Michel Bourdais et à Jean-Marie Périer de trouver, de toute urgence, un nom pour sa maison de disques.

### la société
Jean-Marie Périer propose le nom Flèche. Cette proposition fait l’unanimité et Régis Pagniez qui fut à l’origine du style visuel du magazine Salut les copains, crée et dessine le logo. En novembre 1967 celui –ci est utilisé pour la maquette de la pochette de l’album Comme d’habitude qui est le premier disque de la société Flèche.
Parmi les chanteurs de la maison de disques on compte Patrick Topaloff (J'ai bien mangé, j'ai bien bu, en 1971), Liliane Saint-Pierre (Plus jamais et J'entends une symphonie de 1968 à 1970), Alain Chamfort (Signe de vie, signe d'amour, Adieu mon bébé chanteur, Le Temps qui court de 1972 à 1975) et d'autres artistes comme Petit Matin, Les Clodettes, Les Fléchettes, The Baronet (pseudonyme de Bernard Estardy), Laurent Vergez, Martial, Bob Martin, etc.

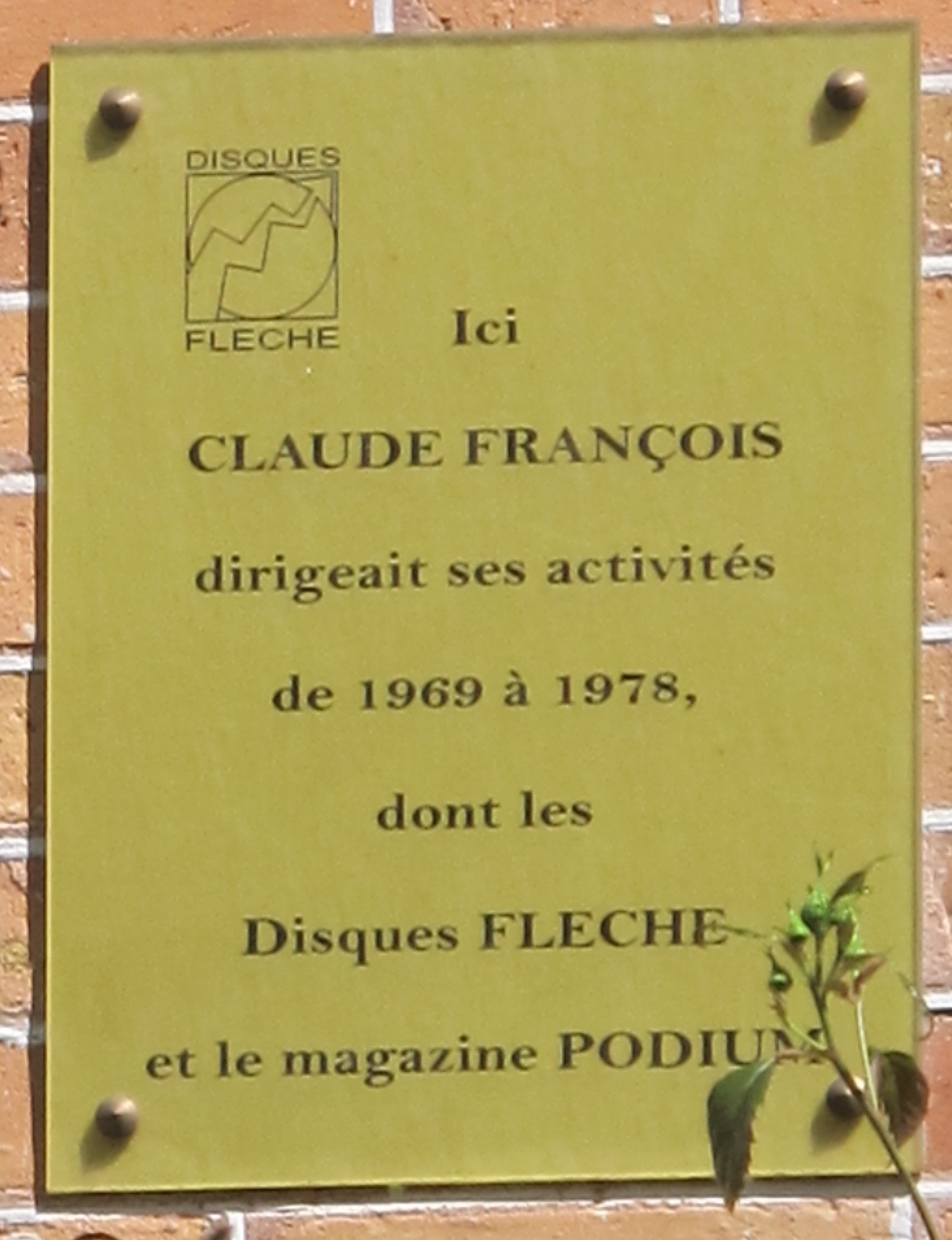
Plaque au 122 boulevard Exelmans (Paris), où Claude François dirigeait Flèche.

Les Disques Flèche de Claude François sont en activité de 1967 jusqu'à la mort du chanteur en 1978. L'entreprise siège dans un petit hôtel particulier 122 boulevard Exelmans (16e arrondissement de Paris), non loin de son domicile (au no 46 de la même voie). Biographe de l'artiste, Fabien Lecœuvre raconte : 

« Le 122, c’était l’adresse la plus importante, celle où, d’abord, on écrivait pour recevoir une photo dédicacée. Il y avait du monde tous les jours devant les grilles que les fans avaient interdiction de dépasser. Elles faisaient l’aller-retour entre ici et son domicile, écrivant au feutre ou gravant avec leur clé des « Cloclo, je t’aime » sur tous les immeubles situés entre les deux adresses. Il y avait des inscriptions partout. Les habitants du quartier étaient fous de rage. Mais, plus les gens râlaient contre Claude François, plus les fans se vengeaient sur les portes et les façades, multipliant les preuves d’amour. »

Tout comme le moulin de Dannemois (Essonne) et la place Claude-François aménagée devant l'immeuble au sud du boulevard, les abords de l'édifice sont l'un des endroits de pèlerinage prisés par les fans du chanteur.

## Succession
Son fils, Claude François junior, quelques années après la mort de son père, reprend la société Flèche Productions qui produit des artistes, et vend et gère l'image de Claude François à travers divers produits. La société produit les films Podium (2004) et Cloclo (2012).
Flèche Productions produit entre autres Patrick Bosso, Arnaud Gidoin, la comédie musicale Belles belles belles (2003) et le duo de batteurs humoristiques les Fills Monkey.
Jouée à hauteur de sept-cents représentations, la pièce de théâtre Thé à la menthe ou t'es citron ? de Patrick Haudecœur est aussi produite par Claude François junior, au théâtre Fontaine, entre autres.